# Estrada Parque Torto (DF-007)
A DF-007, também chamada Estrada Parque Torto (EPTT) é uma rodovia radial do Distrito Federal, no Brasil.
Ela vai da Ponte do Bragueto até a Estrada Parque Indústria e Abastecimento (EPIA), ligando o Lago Norte e a Asa Norte.
As estradas parques - tradução literal das vias americanas chamadas parkway - foram idealizadas por Lúcio Costa para trânsito rápido, sem interrupções e com uma paisagem bucólica, diferente das caóticas rodovias tradicionais, o que acabou se perdendo com o tempo. A EPTT, por exemplo, fica em meio a cidade.